# Dirk Crois
Dirk Crois (født 18. april 1961 i Brugge) er en belgisk tidligere roer.
Crois deltog sammen med Pierre-Marie Deloof i dobbeltsculler ved OL 1984 i Los Angeles. De vandt klart deres indledende heat, hvorpå de i finalen sikrede sig sølvmedaljerne, kun besejret af Brad Alan Lewis og Paul Enquist fra Holland, mens jugoslaverne Zoran Pančić og Milorad Stanulov fik bronze. Det var den første belgiske OL-romedalje siden 1952.
Crois deltog også ved OL 1988 i Seoul, hvor han var flagbærer for Belgien ved åbningsceremonien. Sportsligt stillede han op i singlesculler, men det lykkedes ham ikke at komme videre fra indledende runde.
Hans sidste OL-deltagelse blev 1992 i Barcelona, hvor han stillede op i dobbeltfirer. Her blev belgierne nummer tre i indledende heat, sidst i semifinalen og sidst i B-finalen, hvilket gav en samlet placering som nummer tolv.

## OL-medaljer
- 1984:  Sølv i dobbeltsculler